# Natrupek niebieski
Natrupek niebieski (Korynetes caeruleus) – gatunek chrząszcza z rodziny przekraskowatych i podrodziny Korynetinae.
Gatunek ten opisany został po raz pierwszy w 1775 roku przez Charlesa De Geera pod nazwą Clerus caeruleus.
Chrząszcz o wypukłym ciele długości od 3 do 6,5 mm, porośniętym odstającym owłosieniem barwy czarnej. Włoski są dłuższe, a te ustawione ku tyłowi gęściej rozmieszczone niż u pokrewnego Korynetes ruficornis. Oskórek niemal całego ciała jest ubarwiony metalicznie niebiesko lub metalicznie zielono; jedenastoczłonowe czułki są jednak czarne lub czerwone z czarnymi nasadą i buławką, a odnóża smolistoczarne z brązowoczerwonymi stopami. Głowa jest drobno punktowana, zaopatrzona w szerokie głaszczki szczękowe o wyraźnie ściętych wierzchołkach. Oczy złożone są wyraźnie wykrojone, mocniej niż u rodzaju Opetiopalpus. Wspomnianą buławkę czułków budują luźno umieszczone człony jednakowych długości, co, podobnie jak kształt głaszczków szczękowych, odróżnia natrupki od przedstawicieli rodzaju naścierwek (Necrobia). Przedplecze zwęża się u nasady i ma powierzchnię z niezlewającym się punktowaniem. Zarys pokryw jest stosunkowo krótki, z równoległymi bokami. Ich powierzchnia cechuje się dobrze odgraniczonymi guzami barkowymi i dochodzącymi tylko do połowy ich długości rzędami punktów (dalej punktowanie jest nieregularne). Punkty w rzędach pokryw są nieco mniejsze i silniej wydłużone niż u Korynetes ruficornis. Genitalia samców wyróżniają się od tych u Korynetes ruficornis znacznie węższymi paramerami o innym kształcie.
W warunkach naturalnych larwy tego owada są saproksylicznymi drapieżnikami, przechodzącymi rozwój w żerowiskach kornikowatych i kołatkowatych, polującymi na ich stadia larwalne i poczwarki. W warunkach synantropijnych natrupek niebieski występować może w obrobionym drewnie i w magazynach żywnościowych, gdzie również poluje na różne szkodniki. Według części autorów gatunek ten występuje również na suchych padlinach, gdzie żeruje na larwach skórnikowatych, natomiast inni przypuszczają, że doniesienia te wynikają z pomylenia go z naścierwkiem niebieskim (Necrobia violacea). Owady dorosłe odwiedzają kwiaty.
Jest to owad zachodniopalearktyczny, znany z większej części Europy, na północ sięgający do południowej części Półwyspu Fennoskandzkiego, na południe do Afryki Północnej, a na wschód do Kaukazu. W Polsce jest chrząszczem rzadko spotykanym. Od lat 90. XX wieku podawany był z kilku stanowisk, położonych na Nizinie Wielkopolsko-Kujawskiej, Pojezierzu Mazurskim, Wyżynie Małopolskiej, w Babiogórskim Parku Narodowym i Górach Świętokrzyskich.